# Redueña
Redueña település Spanyolországban, Madrid tartományban. Redueña La Cabrera, Torrelaguna, El Vellón és Venturada községekkel határos. Lakosainak száma 288 fő (2024).

## Népesség
A település népessége az utóbbi években az alábbiak szerint változott:
| Lakosok száma | 188  | 221  | 263  | 279  | 291  | 281  | 248  | 260  | 298  | 288  |
|               | 2001 | 2004 | 2007 | 2009 | 2012 | 2014 | 2017 | 2019 | 2022 | 2024 |